# Tan Feihu
Tan Feihu (Hunan, 1 januari 1987) is een Chinees waterpolospeler.
Tan Feihu nam als waterpoloër één keer deel aan de Olympische Spelen in 2008. Op de Aziatische Spelen 2006 won hij de gouden medaille en in 2010 de zilveren.